# Prakttinamo
Prakttinamo (Eudromia elegans) är en fågel i familjen tinamoer inom ordningen tinamofåglar. Den är nästan helt endemisk för Argentina där den förekommer i öppet och klippigt landskap. Fågeln minskar i antal men beståndet anses vara livskraftigt.

## Utseende och läte
Tinamoer är knubbiga marklevande fåglar med mycket kort stjärt och rundade vingar. Liksom quebrachotinamon är prakttinamon relativt stor med en lång och tunn tofs på baksidan av hjässan och endast tre tår. Fjäderdräkten är övervägande olivgrå med svartvit marmorering. En lång vitaktig linje syns också från ovan ögat ner för halssidan. Lätet är en tredelad vissling, i engelsk litteratur återgiven som “"wee-tyoo-too", lik rostvingad tinamo men mindre betonad och jämnare i tonhöjd.

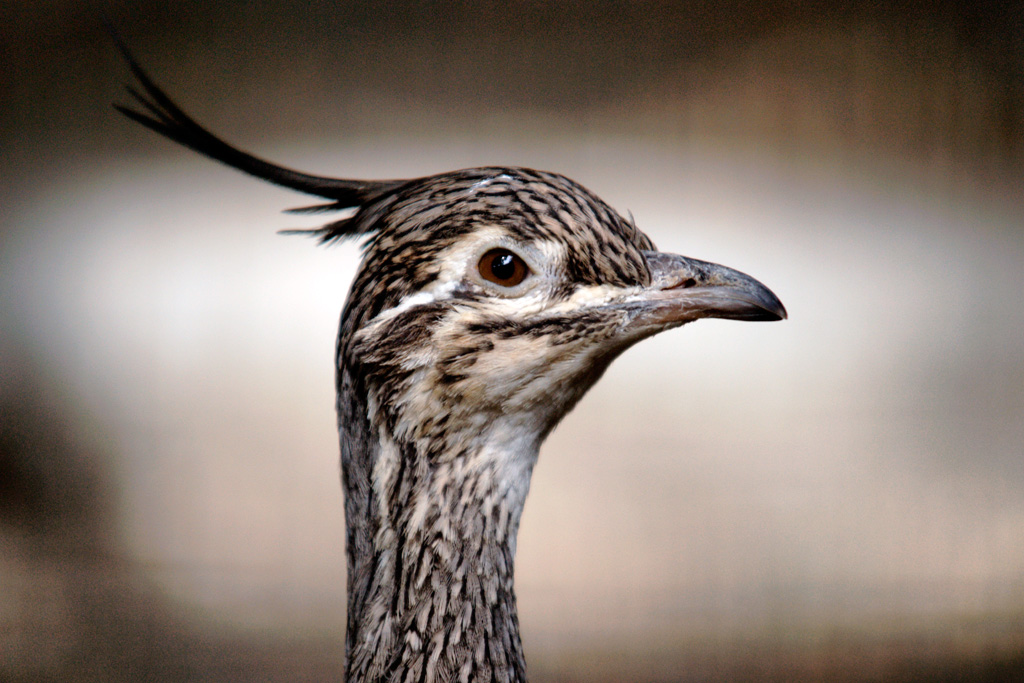

## Utbredning och systematik
Prakttinamon förekommer i stort sett enbart i Argentina. Trots det begränsade utbredningsområdet delas den in i tio underarter, med följande utbredning:
- Eudromia elegans intermedia – Anderna i nordvästra Argentina (Salta till Catamarca)
- Eudromia elegans magnistriata – i Anderna i nordvästra Argentina (Tucumán och norra Córdoba)
- Eudromia elegans riojana – Anderna i västcentrala Argentina (La Rioja och San Juan)
- Eudromia elegans albida – torr savann i västra Argentina (San Juan)
- Eudromia elegans wetmorei – foten av Anderna i västra Argentina (nord-centrala Mendoza)
- Eudromia elegans devia – foten av Anderna i sydvästra Argentina (Neuquén)
- Eudromia elegans numida – torra gräsmarker i centrala Argentina
- Eudromia elegans multiguttata – torra gräsmarker i östra och centrala Argentina
- Eudromia elegans elegans – centrala Argentina (Rio Negro och Neuquén)
- Eudromia elegans patagonica – södra Argentina (Neuquén till Santa Cruz) och angränsande södra Chile

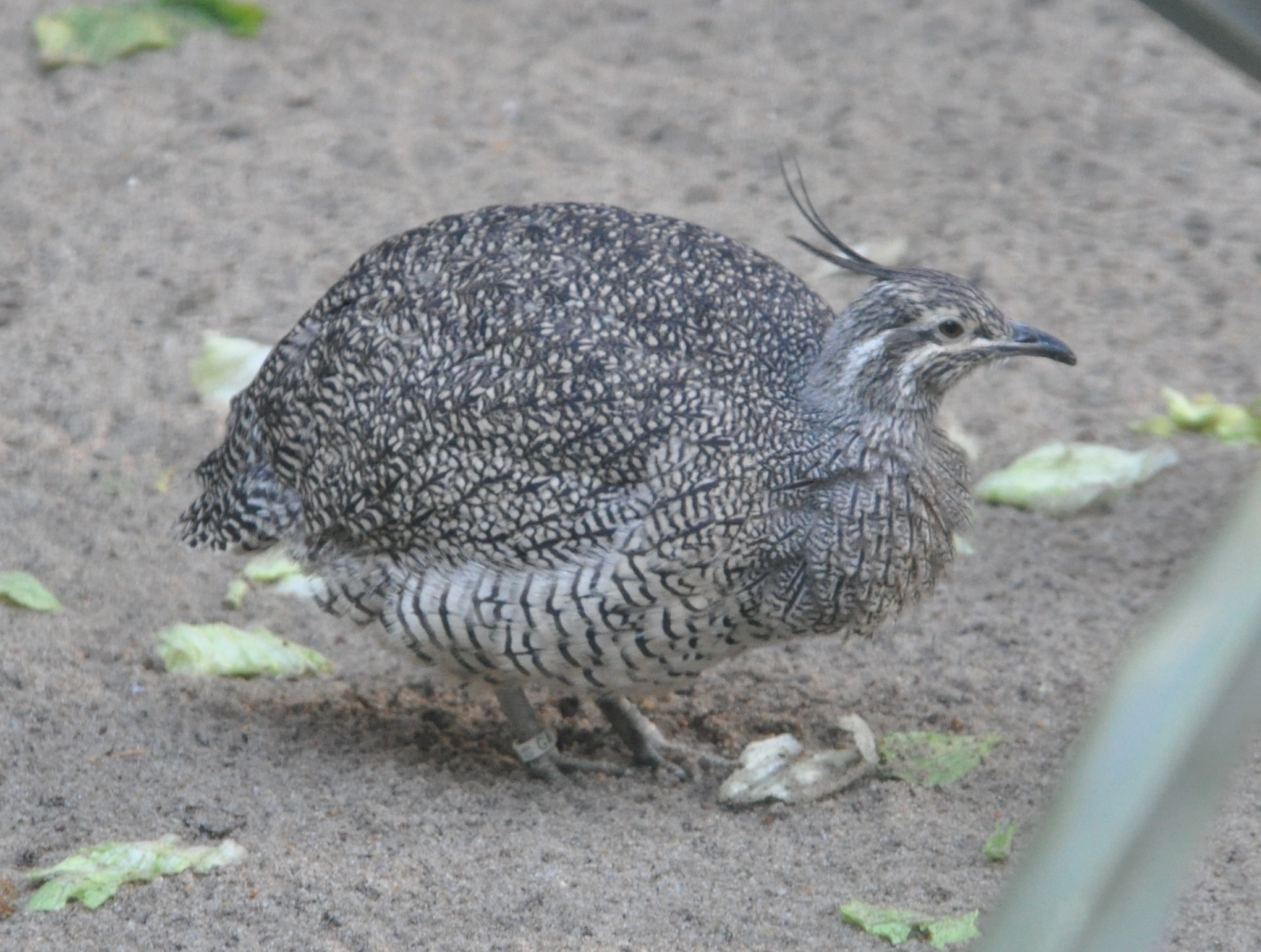

## Levnadssätt
Prakttinamon föredrar öppet och klippigt landskap. Där ses den i flockar om fem till tio fåglar.

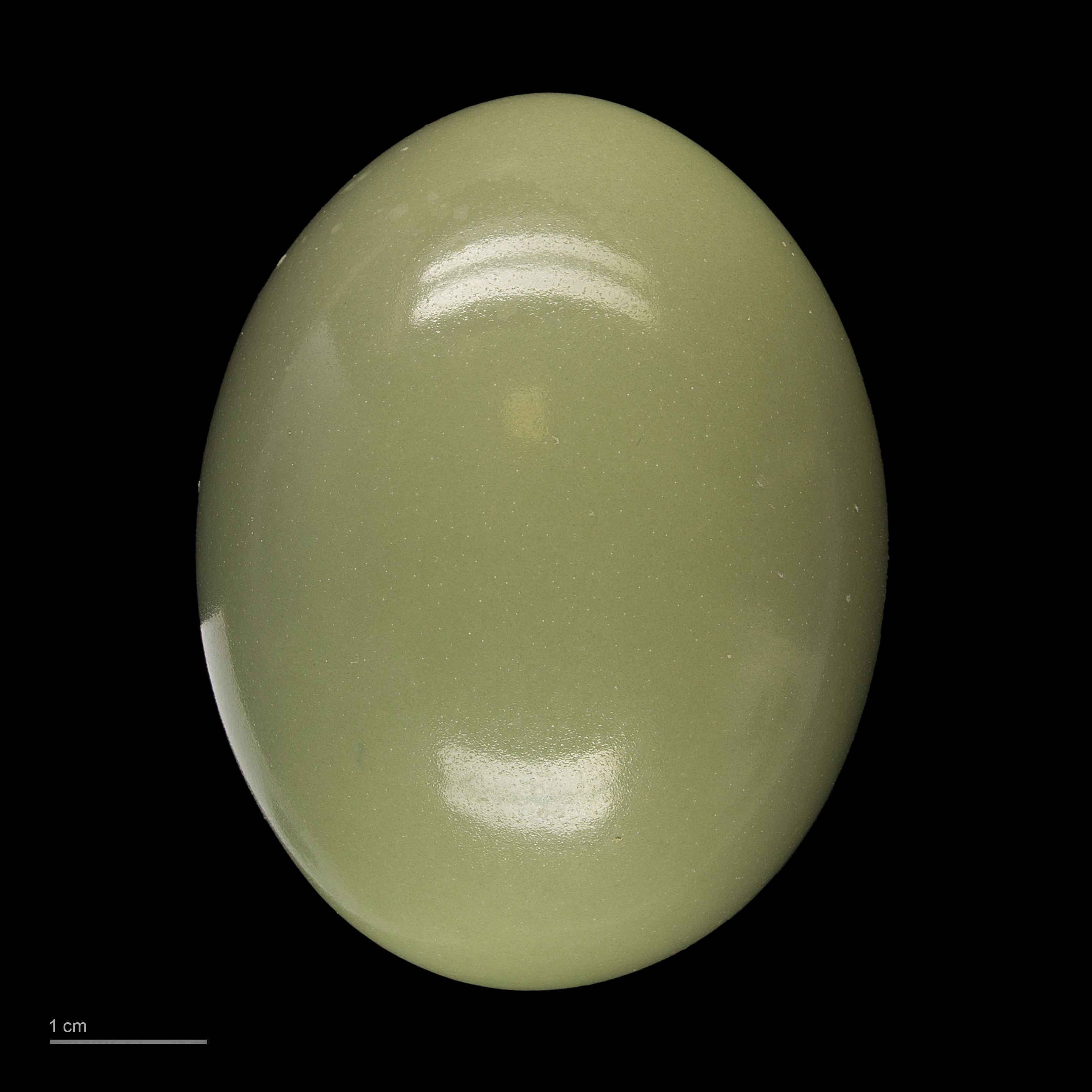
Ägg från prakttinamon.

## Status och hot
Arten har ett stort utbredningsområde, men tros minska i antal, dock inte tillräckligt kraftigt för att den ska betraktas som hotad. Internationella naturvårdsunionen IUCN listar arten som livskraftig (LC).